# الکساندرو دینکا (ورزشکار)
الکساندرو دینکا (انگلیسی: Alexandru Dincă؛ ۱۸ دسامبر ۱۹۴۵ – ۳۰ آوریل ۲۰۱۲) بازیکن هندبال اهل رومانی بود.